# Сара Уейн Келис
Сара Уейн Келис (на английски: Sarah Wayne Callies) е американска актриса. Най-известна е с ролите си на д-р Сара Танкреди в сериала на FOX „Бягство от затвора“ и на Лори Граймс в „Живите мъртви“.

## Биография

### Образование
Сара Уейн Келис е родена на 1 юни 1977 г. в Ла Гранж, Илинойс, но израства в Хонолулу, столицата на Хавай в семейството на двама университетски професори. Завършва Колежа Дартмут, след което получава магистърска степен по Изящни изкуства от Националната театрална консерватория в Денвър.

### Кариера
Участва в редица хитови сериали като „Закон и ред: Специално разследвания“, „Криминални уравнения“, „Драгнет“ и „Тарзан“.

### Личен живот
На 21 юни 2002 г. Келис се омъжва за Джош Уинтърхолт, с когото се запознава в Колежа Дартмут. Уинтърхолт е учител по военни изкуства. На 23 януари 2007 г. в публичното пространство се появява новината за предстоящото раждане на първото им дете. През юли 2007 г. Келис и нейният съпруг приветстват бебето, което е момиче и го кръщават Кийла Уинтърхолт.

## Филмография
- В окото на бурята (2014) – Алисън Стоун
- Живите мъртви (2010 – 2013) – Лори Граймс
- Д-р Хаус (2010) – Джулия
- Бягство от затвора (2005 – 2009) – Сара Танкреди
- Криминални уравнения (2005) – Ким Хол
- Тарзан (2003) – Джейн Портър
- Драгнет (2003) – Катрин Рандал
- Закон и ред: Специално разследвания (2003) – Джени Рочестър